# Harry Vernon Tozer
Harry Vernon Tozer (Villarrica, Paraguai 9 de novembre de 1902 - Barcelona 9 de juny de 1999) va ser un titellaire paraguaià de pares anglesos. Es va especialitzar en l'art de la marioneta o titella de fils, especialitat en la qual és reconegut com a mestre. El 1925 s'establí a Barcelona, on treballà a la companyia d'hidro-electricitat La Canadenca. Fascinat pel titella de guant català -de tipus únic i sense rèplica al món-, el feu conèixer a l'estranger i connectà els titellaires de Catalunya amb els d'altres cultures. Perfeccionà diversos aspectes de la construcció i posada en escena del titella de fils, sobretot amb el control vertical i amb un segon pont de manipulació a la boca de l'escenari.
El 1955 fundà el grup Marionetes de Barcelona i fou professor del departament de titelles i marionetes a l'Institut del Teatre de 1973 a 1990. La seva primera obra amb la companyia de titelles va ser Los negritos antillanos, on una ballarina cubana anomenada Panchita ballava al ritme de la guitarra de Chimbo.

## Biografia

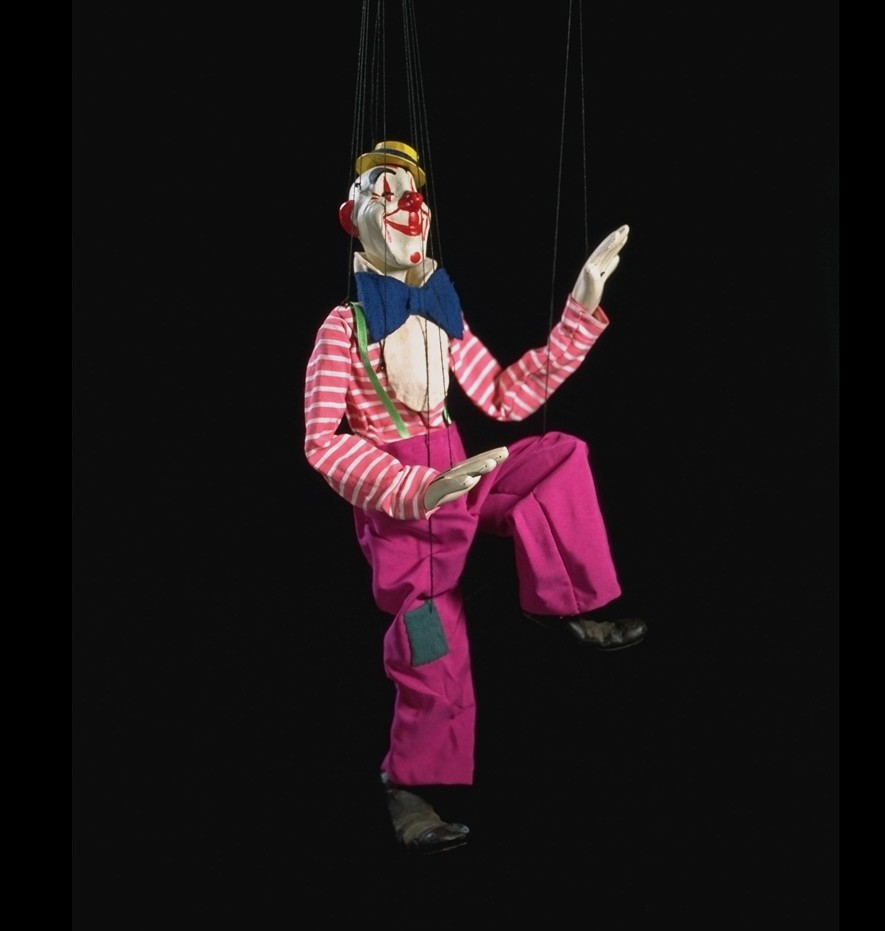
Pompilio, el pallasso acròbata, es conserva al MAE.

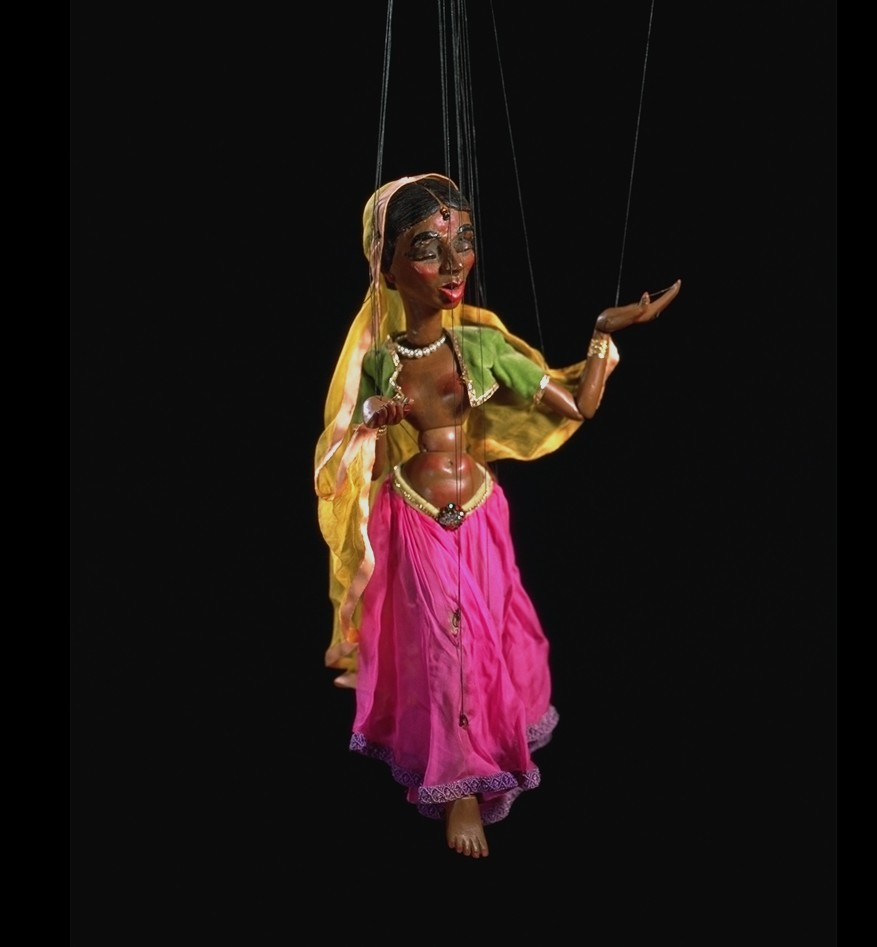
Marioneta ballarina oriental de H.V.Tozer, es conserva al MAE

Va néixer el 1902 a Villa Rica, al Paraguai, en el si d'una família britànica. El seu pare era administrador dels ferrocarrils.

### Primera època (1912- 1943)
El 1912 es trasllada a Anglaterra per continuar amb la seva educació. Allà assisteix a un espectacle de titelles tradicional de guant anglès i s'entusiasma pel món dels titelles. Als 10 anys construeix un joc de figuretes retallades de cartró d'una alçada aproximada de quatres centímetres. Poc després, als quinze anys, ja construeix les primeres marionetes de Punch and Judy, tot i que les deixa les representacions en mans del seu germà.
El 1925 s'instal·la a Barcelona per qüestions laborals, treballa a la companyia hidroelèctrica la Canadenca, que més endavant serà la FECSA. A Barcelona coneix el titella català - el putxinel·li-, un tipus únic i sense rèplica al món. Tres anys després, el 1928, torna a Anglaterra i en un període de convalescència d'una malaltia esculpeix caps i mans per a figures de Punch and Judy.
No fou fins al 1932 que no va tornar a Barcelona, moment en què Tozer escriu un article a la revista Puppetry Yearbooks sobre el titella català de guant, un tipus de titella totalment desconegut fora de Catalunya. Dos anys després, el 1934, construeix la seva primera marioneta (titella de fils): el negret Chimbo, de 35 centímetres d'alçada. Es casa amb Wanda Morbitzer, cancellera del Consolat de Polònia En aquesta època construeix moltes marionetes i s'inicia en l'art de les representacions.

### Segona època (1944-1955)
A mitjans dels anys 40 ja té 22 personatges creats. Fa moltes representacions per als refugiats polonesos. El FAD té notícia de les representacions i el convida a fer una audició a la Cúpula del Coliseum de Barcelona. D'aquesta trobada neix l'Agrupación de Marionetistas Amateurs.
El 1947 l'Institut Britànic acull la Agrupación de Marionetistas Amateurs que tres anys més tard es trasllada a uns locals que li cedeix el Liceu francès de Barcelona. A principis dels anys 50 Tozer viatja per tot Europa i coneix els representants més importants del sector.

### Tercera època (1955-1973)
El 1955 la Agrupación de Marionetistas Amateurs es converteix en el Grup Marionetas de Barcelona. El 1957 el seu fons recull 96 marionetes, escenaris, decorats, telons, material divers...però per diversos vicissituds les activitats del Grup queda paralitzada durant 16 anys.

### Quarta època (1973 - 1999)
El 1973 Hermann Bonnín, director de l'Institut del Teatre, ofereix a Tozer un espai adequat i el convida a organitzar una exposició al Museu del Teatre (actualment conegut com a Centre de Documentació i Museu de les Arts Escèniques. L'èxit de la mostra porta a l'Institut del Teatre a encarregar-li un taller -que amb el temps acaba esdevenint permanent- on les marionetes es restauren. En aquesta època Tozer reprèn les representacions i fins i tot en fa una per a la família Reial Espanyola. Aquesta és una de les èpoques daurades de Tozer, fins que el 1988 cedeix tota la seva obra a l'Institut del Teatre que la conserva al Centre de Documentació i Museu de les Arts Escèniques.
El 1990 l'artista es jubila definitivament, després d'haver treballat 16 anys a l'Institut del Teatre, on 105 alumnes van seguir el seu mestratge.

## Premis i reconeixements
Fou nomenat Membre d'Honor de la Union Internationale de la Marionette (UNIMA) el 1988 i el 1991 vicepresident Honorari del gremi britànic de titellaires British Puppet and Model Theatre Guild. El 1989 rebé el Premi d'Honor Sebastià Gasch del Foment de les Arts i el Disseny. El 1997 se li lliurà la Creu de Sant Jordi i el 1999 se li va atorgar la Medalla d'Or al Mèrit Artístic de la Ciutat de Barcelona.

## Fons
El Centre de Documentació i Museu de les Arts Escèniques conserva tot el seu llegat: marionetes, castellets i decorats. Es poden visualitzar i trobar a Escena Digital el MAE.